# Giffel

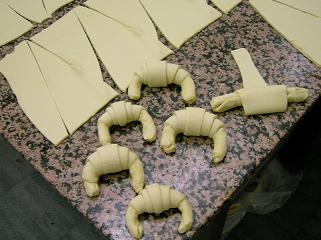
Tillverkning av gifflar

Giffel (från österrikisk tyska Kipferl, i Schweiz kallat Gipfeli, ’topp’) är ett bakverk format som en månskära.

## Historia
Från början var bakverket förmodligen en traditionell klosterbakelse. I Fürstenbuch, skriven av Jans Enikel troligen under sent 1200-tal, står det att vid intåget i Wien julen 1227 ska hertig Leopold VI av Österrike ha fått "Chipfen" av bagarna i staden, en av de tidigaste benämningarna av giffeln i skrift. Vidare nämns "Kipfen" i dokument från Wiens medicinska fakultet 1630, i ett patent från 1652 och i ett kejserligt privilegium som ger rätten till bagaren Adam Spiegel att sälja "ayren khüpfelgebächt" 1670. Ordet "giffel" antas ha varit i bruk i svenska språket sedan 1870-talet.
Det finns även en mer mytomspunnen variant av giffelns historia. Enligt en av de populäraste myterna så uppfanns giffeln efter Osmanska rikets belägring av Wien 1683. Turkarna planerade att gräva en tunnel under stadsmuren för att kunna inta staden under natten. Bagarna, som vaknade tidigt för arbetet, slog larm och attacken avvärjades. För att fira segern uppfanns ett nytt bakverk i form av en halvmåne, det osmanska rikets symbol. Att giffeln har nämnts i skrift tidigare än belägringen skedde talar dock emot att denna variant av historien stämmer. 

## Bakning och varianter
Gifflar bakas genom att degen kavlas ut och skärs i avlånga trekanter. Vid kortsidan (basen) läggs eventuell fyllning, sedan rullas trekanten så att fyllningen hamnar innerst och spetsen ytterst. Vanligen böjer man också slutligen till kanterna på den ihoprullade rullen, så att en halvmåneform skapas. Gifflar kan göras med olika degar och fyllningar, allt från vetedeg eller bröddeg till smördeg eller mördeg kan användas. Gifflarna brukar penslas med ägg och kan garneras med sesamfrön (sesamgifflar), vallmofrön och kummin före gräddning i ugn. En del äldre svenska gifflar som bakas med mördeg eller andra degar för hårda kakor kallas ibland istället för horn.
I nordiska livsmedelsbutiker säljs även produkter som inte är formade som gifflar, men ändå bär det som varunamn.